# Seigō Nakano
Seigō Nakano (中野 正刚?, Nakano Seigō; Fukuoka, 12 febbraio 1886 – Tokyo, 27 ottobre 1943) è stato un politico giapponese, che auspicò l'adozione del fascismo in Giappone ed il compimento della Restaurazione Meiji.
Nakano adottò un'ideologia che mescolava etica samurai, Neo-Confucianesimo e nazionalismo modellata sul fascismo europeo. Egli vide in Saigō Takamori il vero spirito del Meiji ishin, il cui compito nel moderno Giappone è di ripristinare la tradizione.

## Biografia

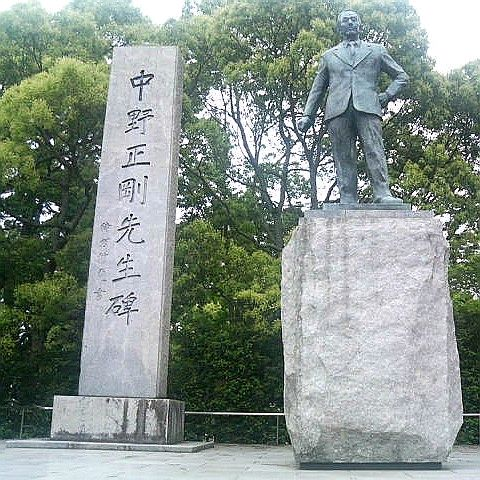
Statua di Seigō Nakano a Fukuoka

Nakano costituì la Kokumin Dōmei insieme ad Adachi Kenzo nel dicembre 1932. Lasciò questo gruppo con una scissione per formare il Tōhōkai (Società Estremo Oriente) nel maggio 1936.
Nel dicembre 1937 Nakano ebbe un colloquio personale con Benito Mussolini a Roma. Successivamente incontrò Adolf Hitler e Joachim von Ribbentrop.
Nel gennaio del 1939 Nakano pronunciò un discorso sulla necessità di un totalitarismo giapponese. In questo discorso confutava coloro che affermavano che «... fascismo e nazismo non sono adatti alla nostra nazione». Egli spiegò poi il distinguo tra il vecchio stile conservatore reazionario, il dispotismo e un "totalitarismo ... sulla base di elementi essenzialmente solidaristici nazionali".
Sostenendo, contro la democrazia, come la "volontà della maggioranza" sia "l'esatta causa della contemporanea decadenza" e di "un individualismo che non mostra preoccupazione per gli altri", egli chiedeva un "governo che vada al di là della democrazia" e che debba "dare conto del suo operato" direttamente al popolo. Con l'unificazione organica nell'individualismo "di chi condivide ideali comuni e un comune modo di sentire" non si può costituire "una perfetta organizzazione nazionale".
Il 12 ottobre 1940 , Nakano appoggia Fumimaro Konoe nella creazione di un partito unico di Stato e di conseguenza il Tōhōkai venne confluito nel Taisei Yokusankai.
Il 16 febbraio 1942 diplomatici britannici proposero segretamente a Nakano un accordo di pace con il Giappone. Un accordo sarebbe stato possibile se la Gran Bretagna avesse formalmente riconosciuta l'autorità del Giappone imperiale nel Nord della Cina e in Manciuria: in tal caso il Giappone avrebbe restituito la sovranità della Penisola Malese e Singapore alla Gran Bretagna.
Prima della proposta di pace da parte degli inglesi , l’anno precedente ci fu una scissione di Tōhōkai dal partito governativo Taisei Yokusankai. Il motivo della scissione che portò alla scissione fu l’opposizione di Nakano alle politiche di Hideki Tōjō .  Questo fu forse l'ultimo atto di politica interna nella lotta per il potere prima delle sconfitte della battaglia delle Midway e di quella del Mar dei coralli nel 1942.
L'ultranazionalista Tōhōkai è stato guidato da Nakano che sembrava avere qualche influenza politica al momento pur avendo espresso il suo sostegno e la fiducia nella Marina imperiale giapponese. Egli attese con ansia l'approvazione dei suoi colloqui di pace, in modo da stabilizzare le recenti conquiste nel Sud-est asiatico. Nakano volle anche impedire ulteriori sacrifici da parte del popolo giapponese a causa dello sforzo bellico, e fece pressioni sul governo per fermare l'ambizioso progetto di conquista dell'Asia.
Alla visione strategica di Nakano si opponeva la fazione pro-imperialista, che rappresentava gli interessi dei militari del Giappone e che era guidata dal generale Hideki Tōjō. Nakano mostrò una prospettiva completamente diversa su questo tema. Egli argomentò che i successi ottenuti nelle ultime campagne del Sud-Est asiatico erano stati estremamente rapidi e che la continuazione delle conquiste avrebbe potuto portare sì ad ottenere la maggior parte di Asia e magari anche l'Australia, ma che gli Alleati avrebbero potuto reagire impedendo l'ulteriore sviluppo della cosiddetta Grande area di prosperità dell'Asia orientale.
Il generale Tojo respinse qualsiasi forma di processo di pace nelle terre conquistate, anzi diede l'autorizzazione per ulteriori conquiste, fece arrestare Nakano e sciogliere il Tōhōkai. Quando il Giappone respinse tali accordi di pace, l'Impero giapponese perse l'opportunità di mantenere i suoi nuovi territori nel Sud-Est asiatico a lungo termine. Il Giappone non fu in grado di rafforzare le difese, il che permise agli Stati Uniti di lanciare le contro-offensive a partire dal 1943.
Taciuta ogni critica al regime di Tojo, a Nakano fu vietata la pubblicazione di articoli e di fare discorsi pubblici. Egli praticò il seppuku il 27 ottobre 1943, dopo essere stato scarcerato e posto agli arresti domiciliari.